# Vilmos Varjú
Vilmos Varjú , född 10 juni 1937 i Gyula, död 17 februari 1994 i Budapest, var en ungersk friidrottare.
Varjú blev olympisk bronsmedaljör i kulstötning vid olympiska sommarspelen 1964 i Tokyo.